# Klaus-Peter Schneegass
Klaus-Peter Schneegass, Pseudonym Nero Nevini, (* 14. Oktober 1962 in Bremen) ist ein deutscher Komponist und Autor.

## Biografie

### Ausbildung und Beruf
Schneegass studierte Komposition und Klavier an der Hochschule für Künste Bremen bei Luciano Ortis und Komposition an der Hochschule der Künste Berlin als Meisterschüler von Friedrich Goldmann; zusätzliche Studien bei Cristóbal Halffter am Mozarteum in Salzburg.

### Auszeichnungen
Erste und zweite Preise bei internationalen Kompositionswettbewerben; zahlreiche Aufführungen in Europa (u. a. Festival der zeitgenössischen Musik in Orléans/Frankreich, 14. Welt-Saxophon-Kongress in Ljubljana/Slowenien) und in Japan (Osaka und Kyoto); diverse Konzertmitschnitte sowie Rundfunkaufnahmen und CD-Produktionen eigener Werke (u. a.: Radio Bremen, ebs-records/Bayer Music Group, THEIN-Studios, Tonstudio Ölmühle); Stipendiat der Cité Internationale des Arts in Paris und Gastdozent an der Osaka University of Arts.

## Werke
Veröffentlichung eines Großteils der musikalischen Kompositionen im Lothringer Verlag, Dessau; Publikation diverser Gedichte (Noah hämmert - Noah baut) und Gedichtzyklen (u. a. Reiseführer durch die Endzeit) mit düster-groteskem Hintergrund sowie die Buchveröffentlichung Baumfällarbeiten an der Weltesche; darüber hinaus kulturwissenschaftliche Studien zum Thema Futurismus des 21. Jahrhunderts (Avantgarde heute und Netfuturismus) - interdisziplinäres Gesamtkunstwerk - Musik und Poesie; als „kreativer Collagist“ Teilnahme an multimedialen Ausstellungs-Projekten (u. a. in Rom mit dekomponierenden SurFuDaistischen Zahlen-Gedichten).

### Werkverzeichnis als Komponist (Auszug)
- Reminiscenze anticipate per flauto e chitarra, op. 1 (1983/84)
- Concerto in un tempo per pianoforte, celesta e orchestra, op. 2 (1982; 1998/99; 2004)
- Lied ohne Worte - Abgesang für symphonisches Blasorchester, op. 4 (1985; 2001)
- El triunfo de la Confederación - Fantasía y marcha fúnebre para piano, op. 6 (1986/87; 2000/01)
- Morgenabgesang für Saxophonquartett, op. 9 (1989)
- ...i pàllidi istanti... per chitarra, op. 12 (1990)
- Esquisses oubliées pour flûte et piano, op. 13 (1990)
- La dernière csárdás pour violoncelle et piano, op. 14 (1991; 2000)
- 2001-09-11‚ Black Tuesday- Epitaph for Clarinet, Trumpet, Piano and Strings, op. 17 (2001/02)
- Studio MM - Deux études pour piano, op. 18 (2000)
- Five Miniatures for Piano Duet, op. 20 (1994/95)
- Monte Verità - Zyklus für Flöten, Saxophonquartett und Klavier, op. 22 (1996/97; 2003-05)
- Mori no Ame für Streichquartett, op. 23 (1997/98)
- … aus dem gelben Ordner …  – Blatt ohne Album für Klaviertrio, op. 25 (1999)
- Im Gartenland - Drei Motive für Streichtrio, op. 27 (2001)
- Unter dem Regenbogen - Suite für symphonisches Blasorchester, op. 29 (2002)
- Cabezas pequeñas para guitarra, op. 30 (2003)
- Spieltanz für Orgel, op. 32 (2004)
- La danza di Nerone (Nero tanzt) - Sonatina per sassofono baritono e pianoforte, op. 33 (2004)
- Omaggio a Carlo Valentino per fagotto solo, op. 35 (2005)
- Las campanas del pueblo para piano y cuarteto de saxófonos, op. 37 (2006)
- Tre canti per violoncello dedicati a Ramón Jaffé, op. 38 (2007)
- Frammenti ostinati per òrgano, op. 40 (2008)
- Tre stati d’animo per violino solo (dedicati a Matthias von Niessen), op. 41 (2008)
- Rumori d'animo -  schizzi sonori con frammenti poetici di Antonio Saccoccio per oratore e pianoforte, op. 42 (2008)
- Moduli animati per due chitarre, op. 43 (2009)
- Saluto al Cavaliere – Argomenti cameristici per flauto, violoncello e pianoforte, op. 44 (2009 – in memoriam Friedrich Goldmann: 27.04.1941–24.07.2009)
- Vision – Vier Lieder mit Versen von Klaus Hübotter, op. 45 (2009–2010)
- Tre canti 2012 per barìtono e pianoforte (dedicati a Andreas Heinemeyer), op. 47 (2012)
- 5 capRicci sConcertati per due chitarre (dedicati al Duo D’Arvid), op. 48 (2012)
- Recuerdos de la canícula – Fantasía para piano, op. 49 (2013)

### Werkverzeichnis als Autor (Auszug)
- Baumfällarbeiten an der Weltesche – Hinterfragende Worteinwürfe zu unbeantworteten Tatbestandsaufnahmen in Traum und Zeit. R.G. Fischer Verlag – edition fischer, Frankfurt/Main 2013.
- Die Erzählung zur tragischen Alltäglichkeit: Bericht vom Familienglück der Letzten Hilfe. R.G. Fischer Verlag, Frankfurt/Main 2013
- Noah hämmert – Noah baut – Gedicht. R.G. Fischer Verlag, Frankfurt/Main 2012.
- Reiseführer durch die Endzeit – Elf umnachtende Tatbestandsaufnahmen in übernächtigten Versfüßen. R.G. Fischer Verlag, Frankfurt/Main 2013.